# مجموعة كربونيل

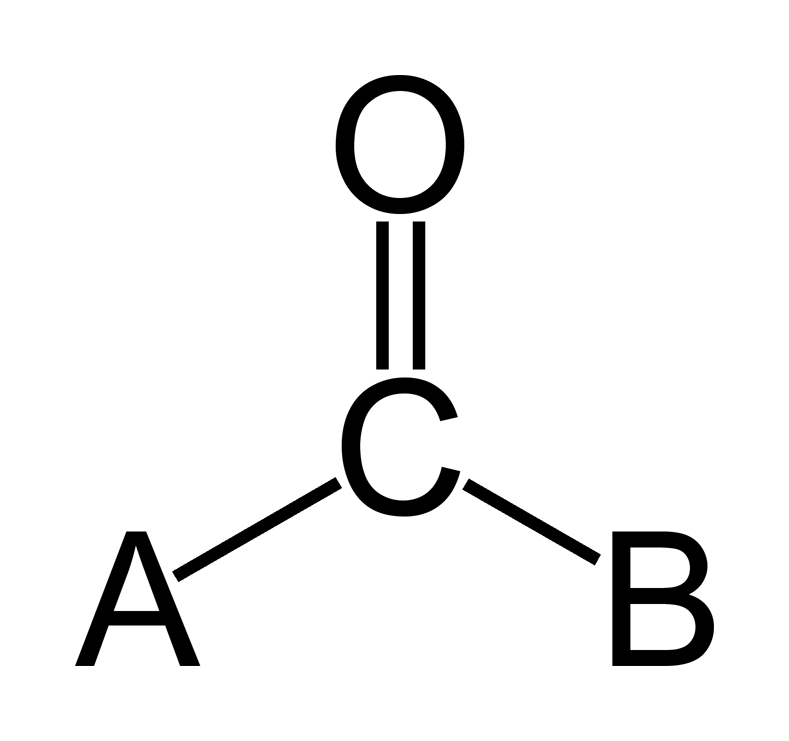
مجموعة الكربونيل

الكربونيل في الكيمياء العضوية هي مجموعة وظيفية (زمرة فعالة) تتألف من ذرة أكسجين مرتبطة بذرة كربون برابطة مضاعفة: R2C=O.
قد يشير الكربونيل أيضاً إلى أحادي أكسيد الكربون كربيطة في المعقدات العضوية واللاعضوية، مثل كربونيل النيكل، ولكن يكون الكربون مرتبطاً برابطة ثلاثية مع الأكسجين في هذه الحالة: C≡O. تعود قطبية الكربونيل لاختلاف السالبية الكهربائية بين ذرتي الكربون والأكسجين.

## مركبات الكربونيل
تميز مجموعة الكربونيل الفئة التالية من المركبات:
| المركب        | ألدهيد   | كيتون  | حمض كربوكسيلي   | إستر   | أميد      | إينون              | هاليد الأسيل  | أنهيدريد حمض   |
| البنية        | Aldehyde | Ketone | Carboxylic acid | Ester  | Amide     | Enone              | Acyl chloride | Acid anhydride |
| الصيغة العامة | RCHO     | RCOR'  | RCOOH           | RCOOR' | RCONR'R'' | RC(O)C(R')CR''R''' | RCOX          | (RCO)2O        |